# Michael Keppler
Michael Keppler is een personage uit de televisieserie CSI: Crime Scene Investigation. Hij was in 2007 vier afleveringen te zien. Keppler viel tijdelijk in voor Gil Grissom toen die vier weken rust nam (zijn vertolker, William Petersen, nam vier weken vakantie in die tijd). Kepler werd gespeeld door Liev Schreiber.

## Biografie

### Jeugd
Michael Keppler werd geboren in Trenton, New Jersey in vermoedelijk 1966 of 1967 (in een database werd zijn leeftijd vermeld als 40 jaar). Hij was een enig kind. Zijn moeder was een huizenbouwer en zijn vader een loodgieter. Toen Keppler drie jaar was kwam zijn vader om bij een auto-ongeluk. Dit dwong zijn moeder om met Keppler in te trekken bij haar hippie zus.
Als kind mocht Michael geen tv kijken. In plaats daarvan las en sportte hij. Hij was gedwongen snel volwassen te worden, vooral omdat hij thuis de “man des huizes” was.
Zijn middelbareschoolcarrière was relatief gemiddeld. Hij beoefende sporten en zat zelfs bij het footballteam. Hij was niet het type dat drugs probeerde, maar hield er wel van om met het team in het bos wat te gaan drinken. Zijn favoriete muziek was die van Pink Floyd, R.E.M., Squeeze en zelfs een beetje Metallica. In zijn afstudeerjaar kreeg hij een baan bij een lokale garage.
In het eerste jaar van zijn middelbare school leerde hij Amy McCarty kennen. De twee werden verliefd en planden zelfs hun huwelijk toen hun afstuderen in zicht kwam. Hun dromen werden verstoord toen Amy zelfmoord pleegde op 22 januari 1985. Kapot hiervan vormde Keppler een hechte band met Amy’s vader Frank, die ook zijn vrouw al had verloren.

### Opleiding
Keppler ontving een master in scheikunde aan het John Jay College of Criminal Justice. Op de hogere school was hij asociaal in zijn gedrag. Hij werd geplaagd door nachtmerries. Hoewel veel mensen hem mochten, liet hij niemand te dichtbij komen.

### Vroege carrière
Kort na zijn diploma te hebben gehaald werd bij Kepplers moeder botkanker geconstateerd. Hij keerde terug naar huis om voor haar te zorgen en begon met een carrière als forensisch onderzoeker. Nadat zijn moeder was overleden nam hij een baan in Philadelphia en begon aan een nieuw leven. Hij trouwde hier ook en leefde vijf jaar lang een rustig leven. De problemen uit zijn verleden keerden echter terug, waardoor zijn huwelijk op de klippen liep. Keppler begon te lijden aan chronische slapeloosheid. Ondanks een succesvolle carrière in Philadelphia nam Keppler een nieuwe baan in Baltimore. Kort daarna werd hij overgeplaatst naar Las Vegas, waar hij hoopte dat zijn verleden hem eindelijk met rust zou laten.

### Dood
Zelfs 22 jaar na Amy’s dood raakte Keppler de herinneringen niet kwijt. Hij kreeg vele voicemailberichten van Frank McCarty. De berichten waren kort en duidelijk: Frank wilde Keppler weer zien. Frank dook op in Las Vegas, zogenaamd omdat hij daar met vakantie was.
Frank wilde dat Keppler hem zou helpen zijn moord op een gepensioneerde agent te verhullen. De agent zou getuigen tegen McCarty omdat hij wist dat McCarty Keppler had geholpen de man te vermoorden van wie hij dacht dat hij Amy verkracht had. Tijdens het onderzoek naar de dood van de agent stuitte Keppler op een schokkende ontdekking: Frank was zelf de verkrachter. Hij confronteerde Frank toen die een prostituee wilde vermoorden. Het kwam tot een vuurgevecht waarbij de twee elkaar dodelijk troffen. Ondanks pogingen van Catherine Willows en de dokters stierf Michael Keppler aan zijn verwondingen in de ambulance.